# 中国统一
中國統一，在一個中國的意識形態下，主張將分裂的中國重組為統一的中國。
屬於國家統一訴求的一種，构建統一的华人国家，實現統一主張。这里的中國是地理意义上的中国，然而對於中国的范围、统一的方式等，在不同地區、不同歷史时期則有不同的見解。若以大一統為中國統一歷程則始于秦灭六国，秦国用15年的时间先后消灭韩、赵、魏、楚、燕、齐六国，结束中国自春秋以来长达500多年的诸侯割据纷争的局面。此后汉、晋、隋、唐、宋、元、明、清等王朝也曾实现中国统一。歷史上中國政權的統一，多數是北方政權統一南方政權。但也有南方政權完成統一的顯例，如明朝徐達北伐和國民革命軍北伐。
近代中华民国以战争或和谈形式，消灭了绝大多数对立政权。其中，国民政府通过国民革命军北伐消灭北洋政府；通过国共合作名义上取缔中华苏维埃人民共和国，使之成为中华民国的一个特别行政区；通过抗日战争消灭了满洲国、冀東防共自治政府、華北臨時政府、蒙古聯盟自治政府、晉北自治政府、察南自治政府、中華民國維新政府等日本傀儡政权。第二次国共战争中，中国共产党消灭了中国大陆上的中国国民党武裝建立中华人民共和国，并通过昌都战役和谈判实现西藏和平解放。改革开放后，分别与英国和葡萄牙谈判收回香港和澳门。
現今所稱的「中國統一」主要指中華人民共和國統治的中國大陸地區和港澳地區與中華民國統治的台澎金馬地區統合成一个統一的主權國家和國家政權，結束自1949年底開始的台灣海峽兩岸分治局面。但目前由於海峽兩岸存在意識形態、思想文化、政治體制與經濟體制的差異、台灣主體意識的興起，以及美国、日本等在此區域的戰略佈局行動等諸多因素，目前該各方對「中國統一」的論述並不一致，各自對此論述持有不同的見解與立場。

## 古代的中国统一

### 秦朝
戰國末期，秦国消灭山東六国完成了中国统一。从前230年攻打韩国到前221年灭齐国结束，共计10年的时间，先后按順序消灭韩、赵、魏、楚、燕、齐六国，结束了中国自春秋以来长达500多年的诸侯纷争，打破各地自主發展的局面，建立了中国歷史上第一个君主中央集权的專制国家，即秦朝。

### 汉朝
秦朝滅亡后，项羽和刘邦之间为争夺统治权力发动楚汉战争。時間一般認定為前206年－前202年，秦朝滅亡開始，一直到項羽於烏江邊自刎結束。楚汉战争结束了秦灭之后短暂的分裂局面。漢武帝時董仲舒以大一統為依據建議漢武帝罷黜百家獨尊儒術。
东汉初期，汉光武帝发动东汉统一战争，結束了新朝末期中國各地群雄割據的分裂局面。

### 晋朝
晉朝開創了由北方平定南方統一天下的先例。晉滅吳之戰开始不久，东吴各地守軍陸續歸降，280年西晉成功統一全國，結束自東漢末年近百年群雄割據的分裂局面。同時，晉滅吳之戰作為中國古代第一次成功的大規模渡江作戰，在中國軍事史上同樣有重要地位，此役創造的水陸俱進、多路並發、順流直下的戰略，對此後歷代在長江流域發生的諸多戰爭有著重要的借鑒作用。

### 隋朝
580年北周宣帝去世後，權臣楊堅於隔年廢北周靜帝自立，建立隋朝，即隋文帝。在安定內部、解決北方突厥的外患以及併吞西梁後，隋文帝於588年下令楊廣統籌九路隋軍南征陳國，589年1月20日打敗陳後主陳叔寶，陳亡。並陸續招降三吳、嶺南等地區。隋朝統一中原，成功結束紛亂近400年的魏晉南北朝時期。

### 唐朝
618年唐朝建立后，逐步消灭各地建立的割据政权，主要包括秦王李世民率军平定薛举、薛仁果（薛仁杲）父子（618年）、刘武周·宋金刚（619年－620年）、王世充（620年－621年）、窦建德（621年）、刘黑闼（621年－622年）的战争，与赵郡王李孝恭、李靖平定萧铣（621年）、辅公祏（623年－624年）的战争，吴王杜伏威平定李子通（620年－621年）、林士弘（621年－622年）的战争，太子李建成平定刘黑闼（622年－623年）的战争。至624年消灭高开道、辅公祏后唐朝基本统一中原。628年，柴绍率军消灭依附突厥的梁师都，唐朝统一战争最终结束。

### 宋朝
960年宋朝建立后，逐步消灭各地建立的武平、后蜀、南汉、南唐及北汉等割据政权。经过16年的战争，979年统一除燕云十六州以外的中国本部，结束自安史之乱以来的藩镇割据和五代十国的局面 。

### 元朝
1271年－1279年，宋元战争，元世祖忽必烈灭南宋，結束自靖康之難以來南北对峙的局面。

### 明朝
1368年－1382年，经20多年的战争，大致继承元朝领土。徐达北伐，明太祖朱元璋結束元朝统治并消灭各地割据势力，統一长城以南。1387年，朱元璋命冯胜、傅友德、蓝玉进攻辽东，迫降故元太尉纳哈出。1388年，蓝玉在捕鱼儿海击败北元后主脱古思帖木儿。同年，脱古思帖木儿被杀，余部降明朝。
| 时间   | 事件               | 经过 |
| ------ | ------------------ | --- |
| 1364年 | 朱元璋灭陈友谅之战 | 1360年，自称汉王的陈友谅亲率水军十万攻占太平，杀死朱元璋大将花云，随后杀死自己的主公天完皇帝徐寿辉，自称大汉皇帝。1363年经过鄱阳湖之战，陈友谅中箭身亡。陈友谅次子陈理等逃回武昌。1364年二月，朱元璋率军围攻武昌，陈理投降。陈友谅所辖长江中游地区，被朱元璋夺得。 |
| 1367年 | 朱元璋灭张士诚之战 | 张士诚率余兵巷战失败，自杀未成，被俘虏。张士诚的大周政权灭亡。 |

### 清朝
1644年清军入关，消灭李自成等农民军、南明等反清力量。
康熙初年，西南的三藩云南吴三桂、广东尚可喜、福建耿精忠为最大割据势力。1672年，康熙下令撤藩。吴三桂自号“周王”，以“大明天下都招讨兵马大元帅”之名义举兵，恢复明朝衣冠，并发反清复明之檄文。1678年吴三桂病死，其孙吴世璠即位，改元洪化，尊吴三桂為“周太祖高皇帝”。1680年清军将领赵良栋、彰泰、赉塔、蔡毓荣等多路大军入黔直指云南，吴世璠退守昆明。围城相持九个月后，清军于次年（1681年）攻陷昆明，吴世璠兵败自缢。
1683年（康熙二十二年）7月10日，康熙帝派施琅率领水陆官兵两万余人、战船200余艘攻打台灣的明鄭。经过7天激战，郑军精锐被全歼。7月20日，寧靖王朱術桂自杀殉国，鄭克塽则于9月17日正式递交降書，10月3日清军进入台府城受降。次年，设台湾府，隶属福建省。
1635年准噶尔汗国正式成立。1755年春，清军5万人分西北两路向伊犁进军。不到100天就到达伊犁。达瓦齐率兵6000人扼守伊犁西南的格登山（今新疆昭苏县境内），清军以25人夜袭达瓦齐大营，达瓦齐军惊溃，不战自降。达瓦齐仅带少数人仓皇南逃。此后，阿睦尔撒纳自任领袖继续反对清朝。1757年初，清政府开始新的军事行动，分两路推进。准噶尔军在清军的追剿下，全线溃败。阿睦尔撒纳投奔俄罗斯帝国。1759年8月，清军抵达喀什噶尔，平定了支持阿睦尔撒纳的大和卓波罗尼都和小和卓霍集占兄弟的叛乱，清朝完全控制今日的新疆地区。此后清军在兆惠等的带领下屠殺數十萬準噶爾人，留下的空地由大量移民填充。
| 時間   | 被統一政權 | 後繼行政建制單位 | 備註                                                                                                 |
| ------ | ---------- | ---------------- | --- |
| 1683年 | 明鄭       | 福建省臺廈道     | 澎湖海戰後，鄭克塽降清，實現統一；因此延平郡王鄭克塽率眾薙髮降清，明鄭自此覆亡，結束在台灣22年統治。 |
| 1872年 | 太平天國   | 略               | 同治十一年三月（1872年4月），石达开余部李文彩部在贵州大塘覆灭，太平天國覆滅。                        |
| 1872年 | 洪福汗國   | 新疆省           | 1872年，清朝派左宗棠攻打阿古柏，最终在1877年击败了他。1878年，清朝收复新疆。                         |

## 近代的中国统一

### 中华民国

#### 宁汉合流
1927年4月18日，国民革命军总司令蒋介石在南京另立國民政府，與武汉国民政府分庭抗禮。冯玉祥分別致電武漢國民政府與南京國民政府，提議在开封举行会议以解决兩個國民政府的争端。7月24日，武漢國民政府的汪精卫、譚延闿、孙科等回电冯玉祥，表示同意迁都南京。8月8日，南京國民政府的蒋介石、胡汉民、李宗仁等通电欢迎武汉國民政府的要員前往南京任職。8月25日，武汉國民政府宣布迁都南京。9月17日，南京国民政府和軍事委員會進行改組，並發表发表宁汉合作宣言，宣布寧漢合流完成。

#### 東北易幟
1928年6月国民革命军攻克北京。北洋政府军队戰敗後退據東北。1928年6月3日，北洋政府最後一任领导人張作霖途中遭日本人炸死；12月29日，其子張學良繼承政權後宣布東北易幟，除去北洋政府五色旗，改豎青天白日滿地紅旗，服從國民政府統治，北洋政府正式宣告滅亡。。

#### 第二次国共合作
第一次国共合作破裂后，中国共产党發動武装夺权。1927年9月，毛澤東率秋收暴动殘部進入江西及湖南交界建立井岡山革命根據地。1931年11月，在江西瑞金建立中華蘇維埃共和國臨時中央政府。1936年12月12日，西安事变后，蒋介石被迫同意“停止内战，一致抗日”。1937年9月6日，中华苏维埃人民共和国中央政府西北办事处更名“中华民国陕甘宁边区政府”，成为中华民国的一个特别行政区。

#### 消灭日本傀儡政权
1932年，日本结合部分清朝宗室以及漢人將領和權貴在中國東北地區建立满洲国，領土包括現今中國遼寧、吉林和黑龍江三省全境以及內蒙古東部、河北省承德市。1937年日本全面侵华后在中华民国境内建立多个傀儡政权，如冀東防共自治政府、華北臨時政府、蒙古聯盟自治政府、晉北自治政府、察南自治政府、中華民國維新政府等。1940年，投靠日本的汪精衛等中國國民黨黨員在南京建立「中華民國國民政府」:532。这些政权在1945年随着日本宣布投降都土崩瓦解。
| 時間   | 被統一政權       | 後繼行政建制單位       | 備註 |
| ------ | ---------------- | ---------------------- | --- |
| 1928年 | 中華民國         | 不適用（全国政权更替） | 由国民政府领导的国民革命军在北伐战争中击败北洋政府，取代北洋政府成为中华民国的法理政府；最终以東北易幟事件結束，進入國民政府形式上統一中国的時代。                                                                         |
| 1930年 | 英租威海卫       | 中華民國威海卫行政区   | 今中国山东省威海市。1898年英国向清政府租借该港，1930年归还，刘公岛为大英帝国海军续租十年，至1940年归还。 |
| 1934年 | 中華共和國       | 中華民國福建省         | 1933年11月發生反對蔣中正政府的閩變，後被國民政府擊敗。 |
| 1937年 | 中华苏维埃共和国 | 中華民國陕甘宁边区政府 | 1936年12月12日发生西安事变，國民政府同意与中國共產黨展开第二次国共合作，共同参与对日抗战。中华苏维埃共和国中央政府最后一个政府机关“中央政府西北办事处”，于9月6日变更为“陕甘宁边区政府”，「中华苏维埃共和国」正式中止运作。 |
| 1945年 | 滿洲國           | 参见东北新省区方案     | 1945年日本投降，滿洲國滅亡。中国收回東北地區主權。 |
| 1945   | 日治臺灣         | 臺灣省 · 福建省        | 1945年日本投降，臺灣總督府滅亡。中国主張已收回台湾主權，惟當時同盟國對於該主張未有共識。 |

### 中华人民共和国

#### 第二次国共内战與兩岸分立

1949年中華民國政府撤退至台灣路線

1948年末至1949年初第二次国共内战中，中國人民解放軍取得遼瀋戰役、淮海戰役和平津战役的胜利，全面控制中国东北和华北地区。蔣介石以中國國民黨總裁身份掌握军政大权，冀望依靠长江防线划江而治。1949年4月20日，南京政府表示《国内和平协定》比「八項和平條件」更苛刻而拒绝签字，北平和谈破裂。4月21日凌晨解放军发起渡江战役，攻占中華民國首都南京、全国經濟中心上海，及杭州、武汉等大城市。随着中国人民解放军的军事推进，實際控制區域逐步扩大。1949年9月25日、26日，中華民國國軍驻疆部队和新疆省政府相继倒戈，解放軍進入新疆。1949年10月1日，中華人民共和國建立。

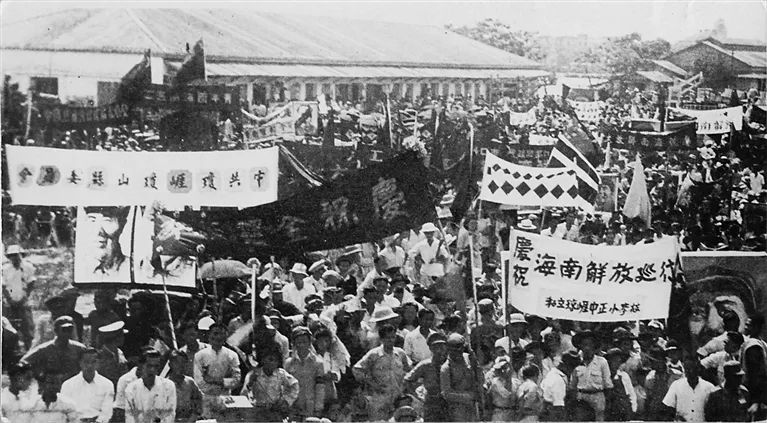
1950年5月1日，解放军攻占海南全岛，海口市群众举行庆祝集会

1950年，解放军控制海南岛。1955年2月11日，中華民國國軍撤守浙江省溫嶺縣大陈岛，並撤銷浙江省政府（史稱大陳島撤退），至此除了褔建的金門、烏坵和馬祖以外，中华人民共和国政府完全控制中国大陆。1971年，中华人民共和国政府取得联合国的中国代表权，并逐步在國際上取代中华民国政府成为代表中国的唯一合法政府。中华人民共和国政府奉行一个中国原則，追求国家统一，将中华民国实际控制区（即台湾地区）视为中华人民共和国领土，不支持統一的势力则被其视为分离主义。

#### 西藏和平解放
1950年，中華人民共和國与噶厦谈判破裂后訴諸武力，噶厦戰敗签订《和平解放西藏十七條協定》，確立中央人民政府對西藏行使實權。這場1950年的戰事，中國人民解放軍稱之為昌都戰役，藏軍及部分英美法印的媒體或學術著作稱之為中國入侵西藏（Chinese invasion of Tibet）、吞併西藏（annexation）或侵略西藏（aggression），其後更於1959年藏區騷亂後，治權分裂的狀態結束，受到中央直接管理。1987年爆發大規模抗議事件，不久1989年六四事件爆發，官方的壓力使對立再度升高。

#### 香港回归
1970年代末，中國領導人鄧小平提出「一國兩制」構思。1982年9月24日，邓小平會見英國時仼首相戴卓爾夫人時稱：“关于主权问题，中国在这个问题上沒回旋余地。坦率地讲，主权问题不是一個可以討論的問題。”中方收回主權后容許香港擁有獨立的經濟及政治制度，並由香港人自行管理，即「港人治港、高度自治」。1983年7月12日起中英兩國政府代表團开始舉行會談。英方會談中堅持“主权换治权”，即1997年後英國繼續管治香港。双方直至第四輪會談毫無進展。第五、六輪會談中，英方不再堅持英國管治，也不謀求任何形式之共管。從1984年4月第十二輪會談後，雙方轉入討論過渡時期香港之安排和有關政權移交事項。1984年12月19日，中英兩國在北京簽署關於香港問題的《中英聯合聲明》。該聲明指出：「收回香港地區（包括香港島、九龍和『新界』）是全中國人民的共同願望，中華人民共和國政府決定於1997年7月1日對香港恢復行使主權。聯合王國政府於1997年7月1日將香港交給中華人民共和國。」

#### 澳门回歸
1986年6月30日起，中国与葡萄牙政府就澳门回歸问题展开谈判。第一輪會談開始時，中方建議總議程分三方面，即：中國政府對澳門行使主權的有關問題、中國對澳門行使主權後的安排、過渡時期的安排。葡萄牙代表同意中国代表提出之总议程并按之讨论。经过四轮会谈，双方宣布两国已就澳门问题达成协议。1987年4月13日中葡兩國正式签订《中葡聯合聲明》及两个附件。1999年12月20日中華人民共和國政府對澳門恢复行使主權。
| 時間   | 被統一政權   | 後繼行政建制單位 | 備註 |
| ------ | ------------ | ---------------- | --- |
| 1951年 | 西藏噶厦政府 | 西藏自治區       | 1951年5月23日，中华人民共和国中央人民政府與西藏噶厦政府签订《中央人民政府和西藏地方政府关于和平解放西藏办法的协议》，解放军进入西藏，西藏和平解放。 |
| 1955年 | 苏占旅大     | 旅大市           | 1955年，苏联军队向中国人民解放军移交旅顺-大连防务，标志着大连回归中国。                                                                             |
| 1997年 | 英屬香港     | 香港特別行政區   | 依据《中英联合声明》，1997年7月1日中华人民共和国政府对香港恢复行使主权，香港回归。                                                                  |
| 1999年 | 葡屬澳門     | 澳門特別行政區   | 依据《中葡联合声明》，1999年12月20日中华人民共和国政府对澳门恢复行使主权，澳門回歸。                                                                |

## 海峡两岸统一

### 历史
1895年大清在中日甲午战争战败，簽定《馬關條約》，割讓福建台湾省給日本。1941年，中華民國重庆國民政府正式對日本宣戰，同時宣布中日之间包括《馬關條約》在内的一切條約一律作廢。1943年，中、美、英三國首腦舉行开罗会议，發表《開羅宣言》，要求日本將竊取自中國之領土，包括满洲、臺灣、澎湖應歸還中華民國。
《波茨坦公告》第八条提出，《開羅宣言》之條件必將實施，而日本之主權必將限於本州、北海道、九州、四國及吾人所決定其他小島之內。1945年日本宣告戰敗投降，與同盟國在東京灣密蘇里艦上簽訂日本降書，表示接受《波茨坦公告》。盟軍最高統帥麥克阿瑟根據日本降書授權發佈之《一般命令第一號》，命令在臺日軍向蔣中正投降，國民政府派員接管台湾，臺灣人民熱烈歡迎國軍進入臺灣，中華民國政府稱之為臺灣光復，但美、英等同盟國不同意中華民國政府在和平條約締結之前宣稱取得台灣主權。由於駐台的國府人員貪腐專橫，台灣人民積怨甚深，終於在1947年因緝菸血案引發台灣人民反抗治台當局的二二八事件，也引發台灣獨立運動的發展。
在1949年國共內戰失利後，蔣中正領導的中華民國政府播遷台灣。中華民國政府从1945年接管台湾到1949年退守台湾，僅有四年同時統治台灣及大陸。在中華民國憲法架構下，臺灣是中華民國自由地區一部分，并實施長期戒嚴。1987年中華民國政府解除台灣省戒嚴令、1991年廢除《動員戡亂時期臨時條款》之前:11，憲法框架下曾主張以國光計劃光復中國大陸、外蒙古以及俄国佔領之中華民國領土，但是實際上外蒙古早已独立，并于1961年10月加入联合国。1971年聯合國大會2758號決議通過后，失去了廣泛的外交承認，但不少國家維持与台湾非官方關係，并设有在台協會（如美國在台協會）與办事处等。實際管辖区域仅限于台灣、澎湖、金門、馬祖的中華民國政府，按照中華民國憲政體制，在憲法層面上并没有正式地放弃对大陆地区的领土主權。海峡兩岸在保持台海現狀的情況下，將保持相對和平和僵持的政治關係。

### 中華民國政府觀點

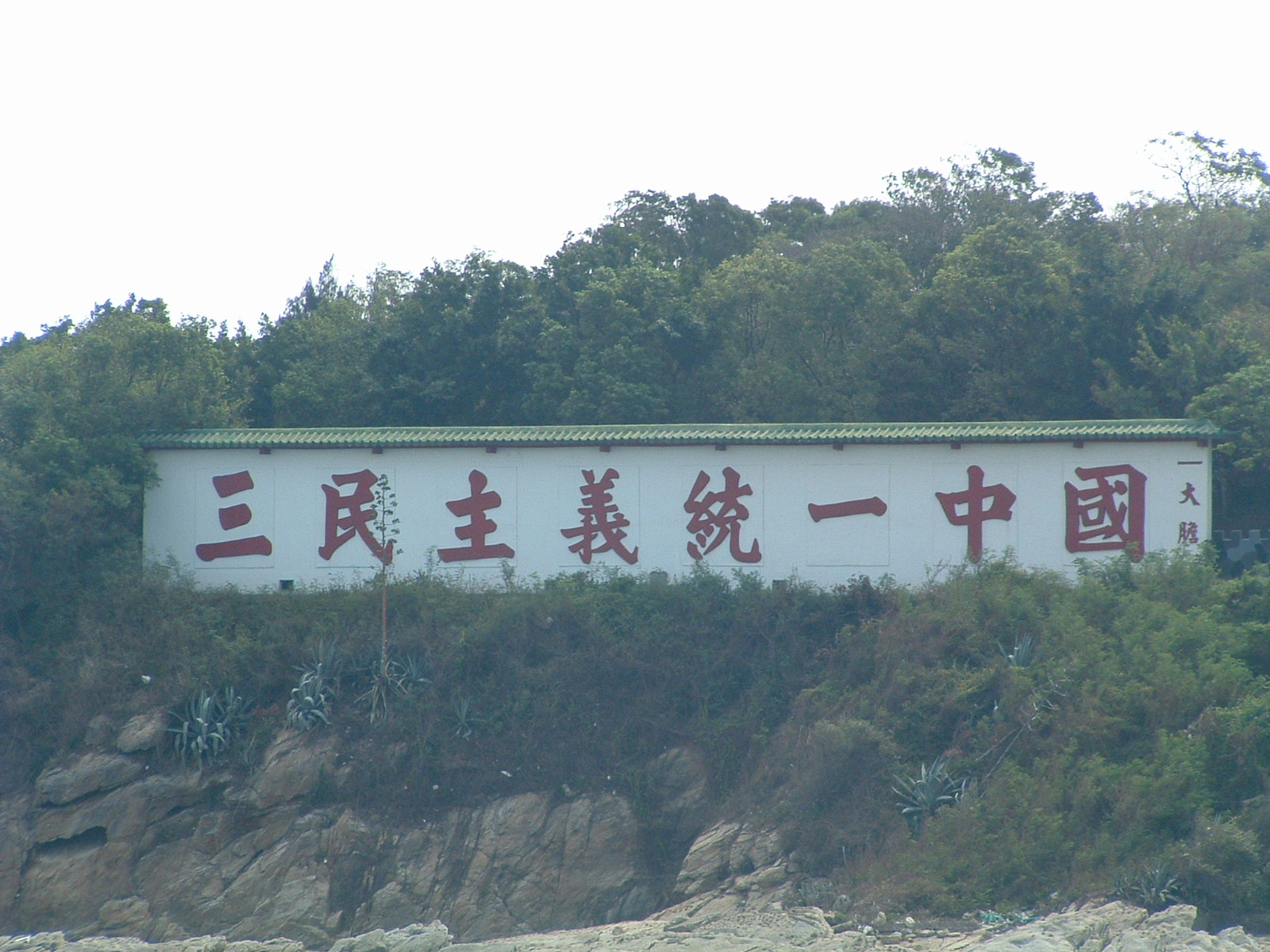
金門大膽島上的「三民主義統一中國」標語，與廈門對岸的「一國兩制統一中國」標語遙遙相望，1986年8月金防部司令趙萬富上將令烈嶼師長龔力少將興建，翌年即同因三七事件去職。另外還有一塊標語設於二膽島的哨所牆上

#### 兩蔣時代
兩位蔣總統執政時主張「建設臺灣，反攻大陸」及「反共復國」的政策，認為只有推翻共产主义，并在全中國實行三民主義，才能解救大陸同胞。蔣中正時代的中華民國政府被大部分反共產主義國家承認為中國之合法政府，认为中華民國政府是中國的唯一合法政府，擁有對中國大陸地區（包括外蒙古地區）及臺灣地區的主權，并將大陸地區劃為淪陷地區，將臺灣地區稱為自由地區及復興基地。以“反攻大陸，光復國土，拯救大陸同胞”作為國策，在控制區域內實行戒嚴，與中共在軍事、政治、外交甚至意識型態上嚴重對立並嚴防共產勢力滲透臺灣（漢賊不兩立政策）。蔣經國時代以“三民主義統一中國”代替“反攻大陸”。坚持只有中國大陸放棄共產主義，兩岸才可能統一。對中华人民共和国（中共）政權採取「不接觸、不談判、不妥協」的「三不政策」。

#### 李登辉政府
1991年，《動員戡亂時期臨時條款》終止，中華民國政府設有行政院大陸委員會來處理中國大陸的行政和人民事務，而大陸地區民众按照憲法應爲中華民國自由地區之外的中華民國國民，依《臺灣地區與大陸地區人民關係條例》來處理兩岸人民交流事務。
中華民國政府統一兩岸的主張，在自1991年起的歷次修改憲法、國會全面改選、總統直接民選與2000年政黨輪替後，其內涵有了很大的轉變。
過去反攻大陸的口號不再提起，政府也不再公開呼籲統一，中華民國的國民教育课程更強調具以臺灣為主體性的本土化教育。关于统獨的主張非常的多元：一部分人贊成將來可以考慮與對岸統一（多數指中華民國統一兩岸）；也有一部分人認為可以以歐盟、美國或加拿大的聯邦模式來統合（類似國協）；也有部分人傾向於大陆政府主張的一國兩制或高度自治的主張（香港模式）；另外一部分人主張直接以臺灣國號建國，拋棄中華民國在台灣的構想，或主張兩國論，中華民國等同台灣，與中華人民共和國是國與國的關係；但大部份的台灣人則主張維持目前的台海現狀，以待日後時空環境轉換再決定統一或者獨立。相對於中華人民共和國仍不放棄以武力統一台灣的政治宣示，過去中華民國政府主張以武力統一中國的主張则已近乎絕跡。

#### 陈水扁政府
2006年2月27日，時任中華民國總統的陳水扁在主持國安高層會議後將國家統一綱領「終止適用」。
據2012年4月行政院大陸委員會民調顯示，主張廣義維持現狀者佔86.2%；主張盡快獨立佔6.1%，主張盡快統一佔1.5%，主張維持現狀以後再統一佔8.2%。一般認為來自中國大陸的負面影響，最主要的原因為台灣不認可共產黨在中國大陸實行的體制以及一些事件如：六四事件、千島湖事件、1996年中華民國總統選舉期間的台海飛彈危機（對基隆、高雄外海發射導彈），以及如中国大陆制定反分裂國家法、外交戰，限制台灣的國際外交空間，並在國際場合公開抵制中華民國國旗、國歌等行為。根據多次具公信力廣泛民調，台灣絕大多數人主張維持現狀，主張儘快統一或獨立者都在一成以下。即便馬英九「一國兩區」的說法，部分民調亦顯示有六成以上民眾反對。總體來說，大部分台灣人強烈反對中共採取武力攻打台灣。
2012年6月12日，前行政院長謝長廷表示「對于民進黨的『臺獨』主張，早年推動獨立不是針對共產黨，而是被統治者反抗國民黨的統治。」

#### 马英九政府
2008年，國民黨總統候選人馬英九當選中華民國第十二任總統，是為第二次和平的政黨輪替。他提出一個中國就是自由、民主、均富和統一的中華民國。臺灣與大陸唯一合法政府就是中華民國。中華民國為自由、民主、均富和統一的國家。但此「憲法一中」的表述僅用於與大陸協商時。事實上，馬英九總統所領導的國民黨不但黨綱刪去了統一中國的文字表述，外交部網站亦承認了蒙古和中共建交。以「不統、不獨、不武」的說法，在中華民國憲法架構下，維持台灣海峽的現狀。在一中各表的九二共識基礎上恢復協商。並堅持台灣要安全、要繁榮、更要尊嚴，「以台灣為主，對人民有利」的施政原則。
2008年9月4日，中華民國總統馬英九接受墨西哥太陽報專訪時，稱兩岸不是國與國的關係。2011年2月7日，中華民國總統马英九强调未来官员在口头表达和官方公文中，只能用“中国大陆”或“大陆”来称呼中华人民共和国政府，禁用“中国”。2012年12月26日，马英九重申，两岸关系是一种特殊关系，而不是国与国的关系，并指出这种特殊的关系是“互不承认主权、互不否认治权”。2013年10月10日，马英九在双十国庆上表示：“两岸人民同属中华民族，两岸关系不是国际关系。”
長期以來，目前中華民國台灣地區的各主要政黨包括中國國民黨、民主進步黨與親民黨都強烈反對中共用武力攻打臺灣的主張。

#### 蔡英文政府
2016年，民進黨籍蔡英文上任後擱置了曾提出的「臺灣共識」，改採用「維持現狀」一詞，主張兩岸互相尊重了解，尊重九二歷史會談。
2019年1月2日，蔡英文召開臨時記者會回應中共中央總書記習近平在「《告台湾同胞书》发表40周年纪念会」上發表的《習五條》，表示：「始終未接受九二共識」，「堅決反對一國兩制」。

#### 賴清德政府
2024年5月20日，賴清德於中華民國總統就職典禮上，公開演講表示：「中華民國與中華人民共和國互不隸屬」。「建立台灣主體性的國家認同」亦是其三項执政重要目標之一。

### 中华人民共和国政府观点

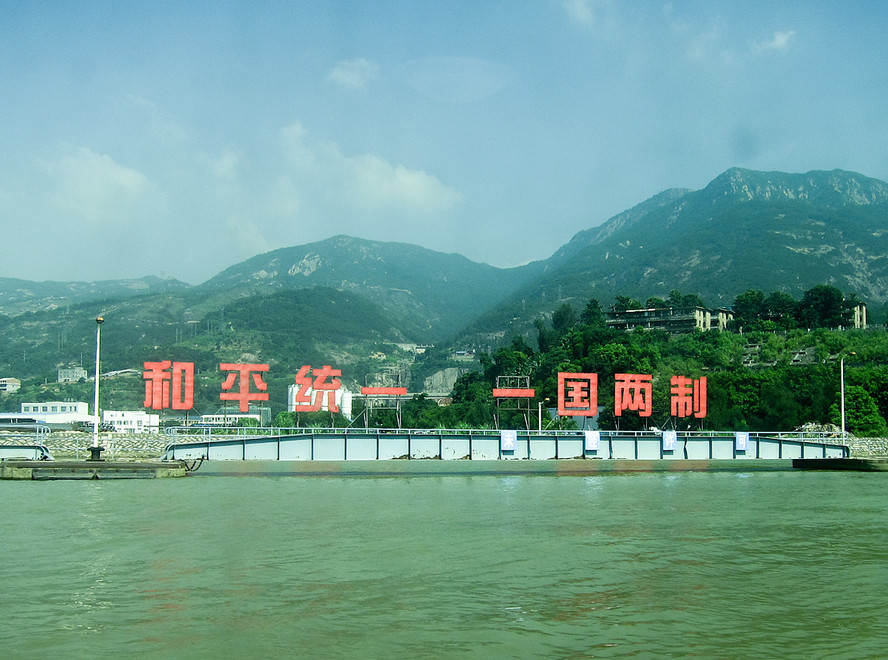
福州马尾海岸在正对中华民国实际控制的馬祖列島处竖立有“和平统一 一国两制”的标语。

1949年后中华人民共和国政府实际控制中國大陆，在中共十一届三中全会前，曾主张以武力解放臺灣。後來中共領導人等提出和平統一構想，1979年中共下令停止炮擊金門後，鄧小平提出「一国两制」構想，希望实现和平统一。在2005年颁布《反分裂國家法》提供武力的法理依据以防止台独势力直接宣布独立建国的可能。
中華人民共和國頒布過四部憲法，1978年的憲法序言中，首次提及「台灣是中國的神聖領土一部分」，1982年的憲法則修改為「台灣是中華人民共和國的神聖領土一部分」；之後並一直將之作為中國大陸主要的政治信仰之一。
中国共产党在1978年十一届三中全会以后提出“和平统一、一国两制”方针，希望能循此方針来实现中国统一。中华人民共和国在香港和澳門回歸後，在這兩地引用此一方针，期望用同样的政策统一台湾，並提出未來中國統一後，台湾自治政府将享有比香港和澳门更大的自主权，甚至可以拥有军队的論述。中華人民共和國政府認爲海峽兩岸雙方曾達成“九二共識”，並以此為談判的基礎。2005年3月14日举行的中华人民共和国第十届全国人民代表大会第三次会议通过的一部关于台湾海峡两岸关系的法律《反分裂国家法》，该法律的主要内容是鼓励两岸继续交流合作，但同时也提供了三种情况下中国大陆可使用武力手段統一臺灣的法律依據。2015年，第十二届全国人民代表大会常务委员会通过了《中华人民共和国国家安全法》，并于7月1日正式颁布施行，其中第十一条声称：“中国的主权和领土完整不容侵犯和分割。维护国家主权、统一和领土完整是包括港澳同胞和台湾同胞在内的全中国人民的共同义务。”2019年1月2日，中共中央總書記习近平在「《告台湾同胞书》发表40周年纪念会」时，于北京人民大会堂发表《习五条》。

### 国际社会的观点与立场
目前，中華人民共和國主张的一个中国原则得到大多數國際社會的承認或者認知。截至2023年4月，有182个国家与中华人民共和国建立正式的外交关系，而一個中國原則是中華人民共和國與之建立外交關係的前提，在建交公报中须做出相应承诺。
此外，截止2024年10月，有12個國家承認中華民國政府是代表中國的唯一合法政府，並同中華民國維持正式的外交關係。
 联合国
1971年10月25日联合国大会通过的第2758号决议恢复中华人民共和国在联合国的合法权利。从1993年至2007年，联合国大会连续15次拒绝将“台湾入联”提案列入议程。联合国法律事务厅指出，这样做是基于联大2758号决议，这一决议确定了联合国奉行“一个中国”的政策。联合国时任秘书长潘基文强调台湾申请加入联合国在法律上是行不通的。自2009年开始，台湾连续8年以“Chinese Taipei”（中华台北）名义受邀参与世界卫生大会。2016年蔡英文成為中華民國總統后，台湾收到的邀请函上第一次被加注“一个中国原则”。从2017年至今（2025年），台湾已連續9年未收到参与世卫大会的邀请。
 美国
虽然美国在1978年12月16日的《中美建交公报》中承認中華人民共和國政府是代表中國的唯一合法政府，但美国国会紧接着通过了《台湾关系法》并追溯至1979年1月1日生效。美國仍然對台灣售賣軍事武器用作台灣防衛，在台灣的美國在台協會為美國國務院派駐的外交人員，享有總領事館的地位，為實際上美國在台灣的總領事館。2016年美國眾議院與參議院通過共同決議案，肯定〈六項保證〉與《台灣關係法》皆是台美關係的指引方針。2018年1月，美國眾議院通過《臺灣旅行法》。同年底《亞洲再保證倡議法》第209條款重申支持美國與台灣間政治、經濟及安全的合作；依台灣關係法、中美三個聯合公報及六項保證實現美國對台灣的承諾；反對改變台海現狀，支持兩岸都能接受的和平解決方案；亦要求美國總統應定期對台軍售，並依台灣旅行法派遣高階官員訪問台灣。2019年5月7日，美國眾議院通過《台灣保證法》，要求美國對台軍售應常態化、重啟臺美貿易協定會談，支持臺灣參與國際組織。
 日本
日本於1951年9月8日《對日和平條約》第2條日本政府放棄對台灣、澎湖等島嶼的一切權利、權利名義與要求，於1952年4月28日日本時間晚上十點三十分正式生效。
1972年日本自由民主黨總裁選舉中，日中關係就是其中一個最重要的議題，田中角榮在競選時承諾上台後要實現日中邦交正常化，得到其他候選人三木武夫和中曾根康弘的支持，選舉結果是田中大比數擊敗最大的競爭對手，當時屬於親台派的福田赳夫。7月，田中角榮出任日本內閣總理大臣後，表示充分理解中國政府的「復交三原則」（即日本政府充分理解和尊重中國政府的這一立場，中華人民共和國是中國的唯一合法政府，台灣是中華人民共和國不可分割的一部分，以及廢除《中日和約》），中國政府也對此做出積極回應。相应内容发表于《中日联合声明》中。
2010年5月19日，日本外務省副大臣武正公一在眾議院外務委員會的會議上回答眾議員中津川博鄉質詢時表示：「日本並未承認台灣是中國領土的一部分，只是在《舊金山和約》中，日本政府放棄對台灣的主權，有關台灣的法定地位，日本政府沒有加以認定的立場」。2012年3月9日，時任日本首相野田佳彥亦作相同表示。2021年，日本内阁官房长官加藤胜信在记者会上表示“日本的立场是依据1972年日中联合公报与台湾维持非政府间的工作关系”。2021年7月5日，日本副首相麻生太郎表示，中國若侵犯台灣，日本政府將認定這是安全保障相關法所規定的「存亡危機事態」，有可能行使受限的集體自衛權。防衛大臣岸信夫進一步表示，實際上將視發生的個別具體狀況進行判斷，持續關注台灣情勢。